# 包场镇
包场镇是中华人民共和国江苏省南通市海门区下辖的一个镇。
2012年11月30日，江苏省人民政府批复同意撤销包场镇、东灶港镇、刘浩镇，将原三镇所辖区域合并，设立新的包场镇，镇政府驻原包场镇为民路11号。

## 行政区划
包场镇下辖以下村级行政区划单位：
包新街社区、镇东村、宏升村、致中村、河南村、包场村、新南村、长桥村、模范村、幸福村、河塘村、浜北村、联合村、六甲街社区、海欣路社区、头甲村、天西村、六东村、六甲村、新群村、城河村、浩西村、浩中村、福良村、池鹏村、周成村、永康村、凤飞村、林英村、轧西村、锦明村、三门闸街社区、渔港路社区、红中村、灵树村、友谊村、港新村、闸桥村、闸中村、光耀村、前哨村、鲜海村、大东村、临海渔业村、港闸渔业村、东灶渔业村和海门市滨海新区社区。